# Rolf Müller (designer)
Ne doit pas être confondu avec Rolf Mühler.
Pour les articles homonymes, voir Müller.
Rolf Müller (15 décembre 1940 - 18 février 2015) était un graphiste allemand. Il était membre de l'Alliance graphique internationale. Il a travaillé sur la conception visuelle pour les Jeux olympiques d'été de 1972. Les thèmes centraux de son travail créatif étaient la conception d'entreprise, le développement de systèmes d'information et d'orientation, des affiches, des publications et des expositions.

## Biographie
Müller a étudié à l'École d'Ulm, puis a travaillé pour le graphiste suisse Josef Müller-Brockmann. De 1967 à 1972, il a travaillé avec l'équipe d'Otl Aicher, qui a développé l'identité visuelle des Jeux olympiques d'été de 1972 à Munich et sa mascotte Waldi. Il est devenu directeur adjoint de la conception du comité d'organisation des jeux. En 1972, il fonde le bureau Rolf Müller pour la communication visuelle à Munich. Rolf Müller a conçu et réalisé des apparences visuelles, développé des systèmes d'information et d'orientation, conçu des publications et des affiches. Pour Heidelberger Druckmaschinen, il a développé le magazine HQ (High Quality), qui à l'époque établissait des normes en matière de technologie d'impression et de design. Il vit à Munich depuis 1967 et a une fille, la créatrice Anna Lena von Helldorff. Depuis la fin des années 1990, il a pris un poste d'enseignant, notamment à l'école de design de Ravensbourg. En 2008, il a reçu le prix du design de la ville de Munich, et en 2009 une rétrospective de son travail a eu lieu. En 2014, la monographie Rolf Müller: Stories, Systems, Marks qu'il a aidé à éditer, a été publiée.

## Œuvres

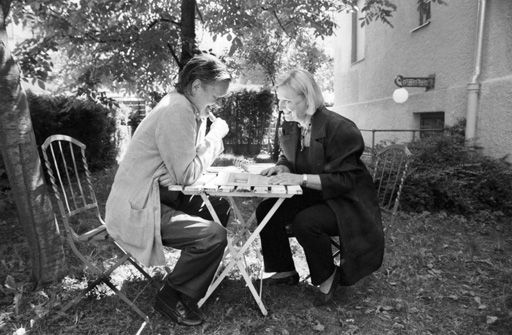
Rolf Müller, Munich 2003

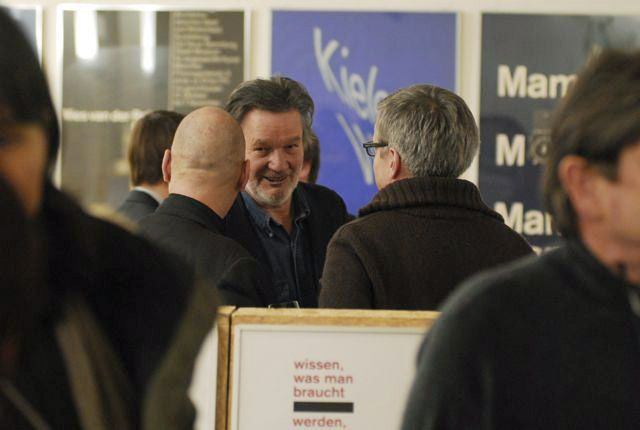
Rolf Müller, à la rétrospective de ses œuvres, Munich 2009

- Corporate Design of the city Leverkusen, 1971–1992
- Brochure sur Willy Brandt, 1971, Endauflage 1,2 Mio., das erfolgreichste Wahlkampfportät seiner Zeit
- Affiche officielle de Kieler Woche, 1972
- Information system of the Stadthaus in Bonn, 1973–1977
- Design-Objekt Spiegelfaltung am Stadthaus in Bonn, 1974–1977 (Aufstellung 1979)
- Information system of the Offizierschule der Luftwaffe in Fürstenfeldbruck, 1976–1979
- Gabor Shoes Schuhmode, Rosenheim, 1977–1987
- Ausstattung 11. Olympischer Kongress Baden-Baden, 1981
- Corporate Design Bavaria Film, Munich, 1980–1989
- Corporate Design cultural center Gasteig, 1982–1984
- Corporate Design der Drägerwerk Aktiengesellschaft, Lübeck, 1983–2000
- HQ High Quality, Zeitschrift über das Gestalten, das Drucken und das Gedruckte, Heidelberger Druckmaschinen, 1985–1998
- Corporate Design MBB, Munich, 1988–1994
- Corporate Design IBA, Internationale Bauausstellung Emscher Park, Gelsenkirchen, 1990–1994
- Public relation Aéroport Franz-Josef-Strauß de Munich, 1985–1993
- Innenansichten unseres Parlaments. Der 12., 13. und 14. Deutsche Bundestag. Livre officiel de la République fédérale d'Allemagne, 1993–2000
- Exposition universelle de 2000 Sachsen-Anhalt, Dessau, 1996–1998
- Théâtre du Prince-Régent Munich, 1996
- Corporate Design of the city Kufstein, 1996–1998
- Corporate Design Bayerische Staatsgemäldesammlungen, Munich, 1996–1998
- Poster Kunstgewerbeverein, Munich, 2001
- Brochures Allianz AG, Munich, ab 1999
- Corporate Design Links und rechts der Ems, Regionale 2004, 2002–2004

## Gallery

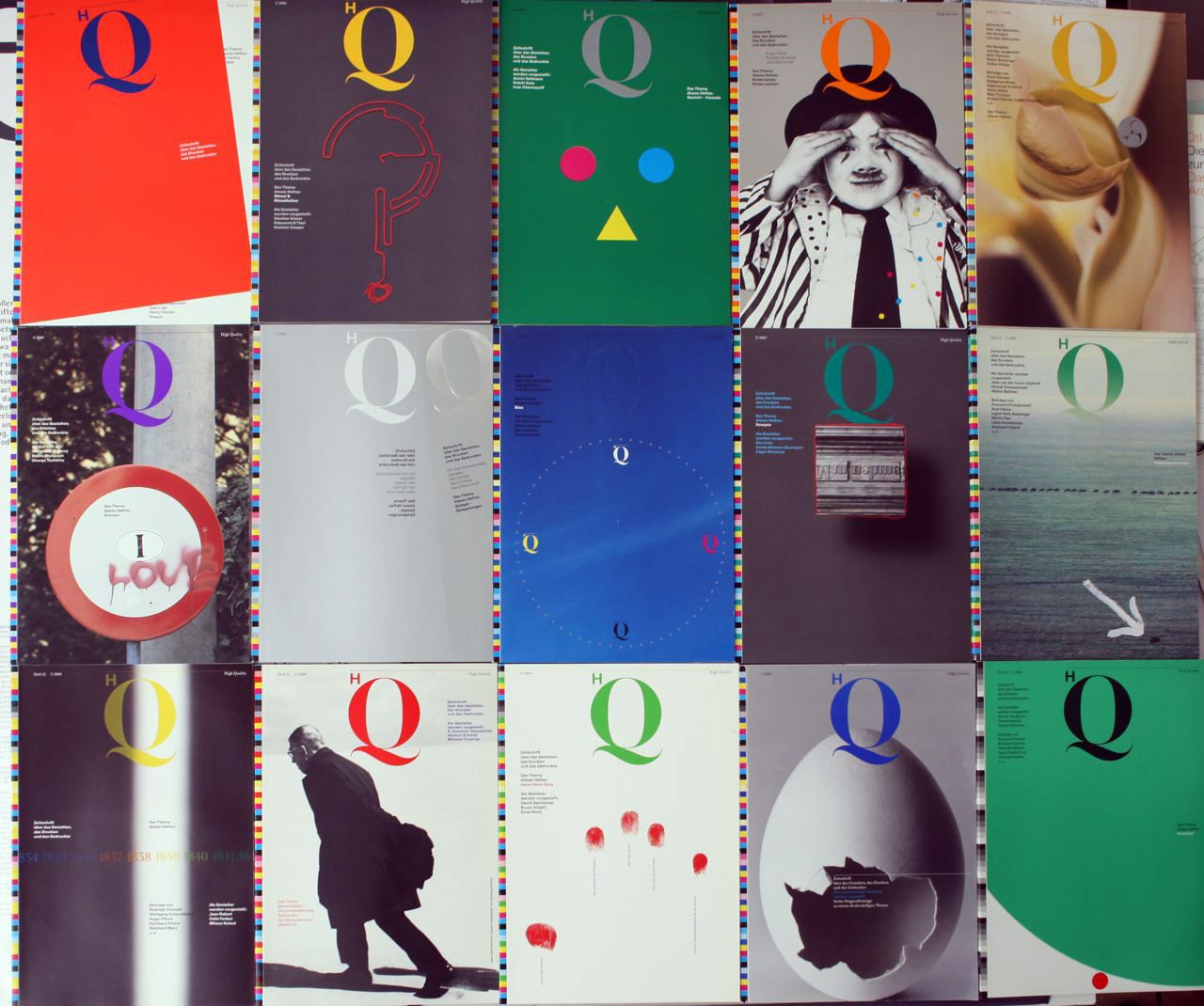
Divers titres dans le magazine High-Quality
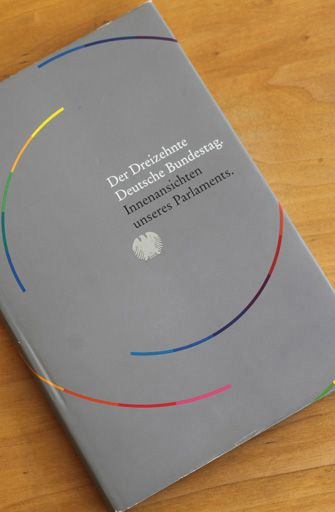
Livre officiel de la République fédérale d'Allemagne
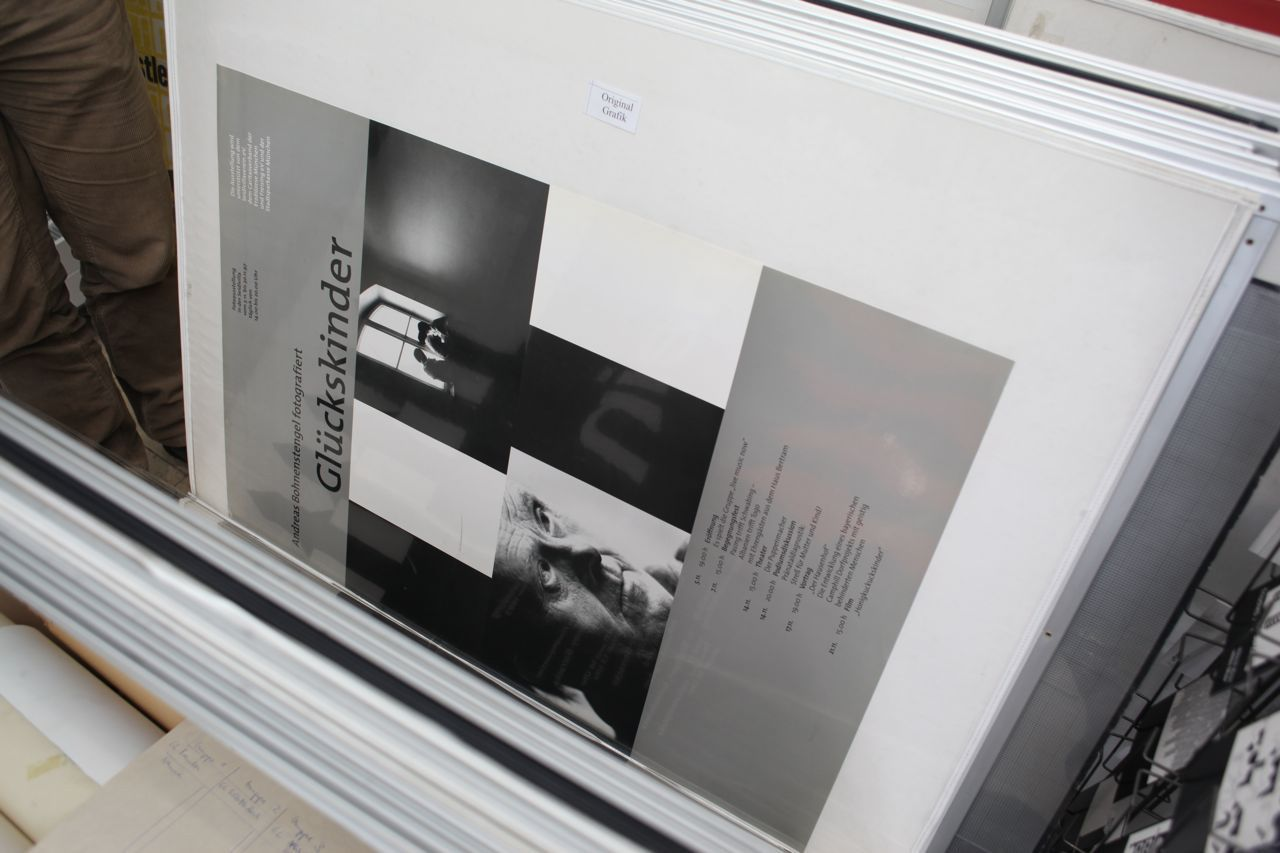
Affiche d'exposition Glückskinder
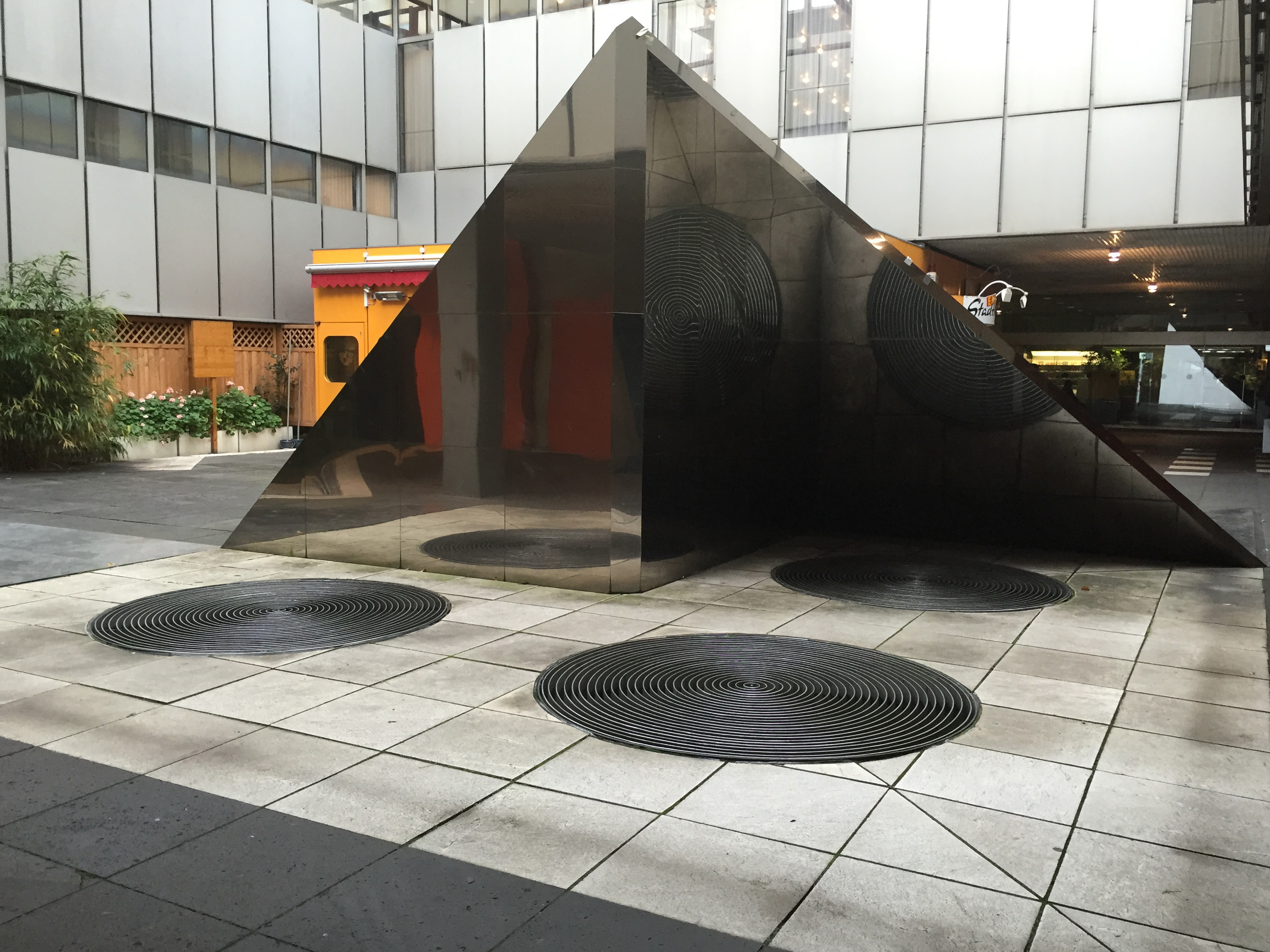
Ouvrages d'art: Spiegelfaltung, Bonn